# Taenia coli

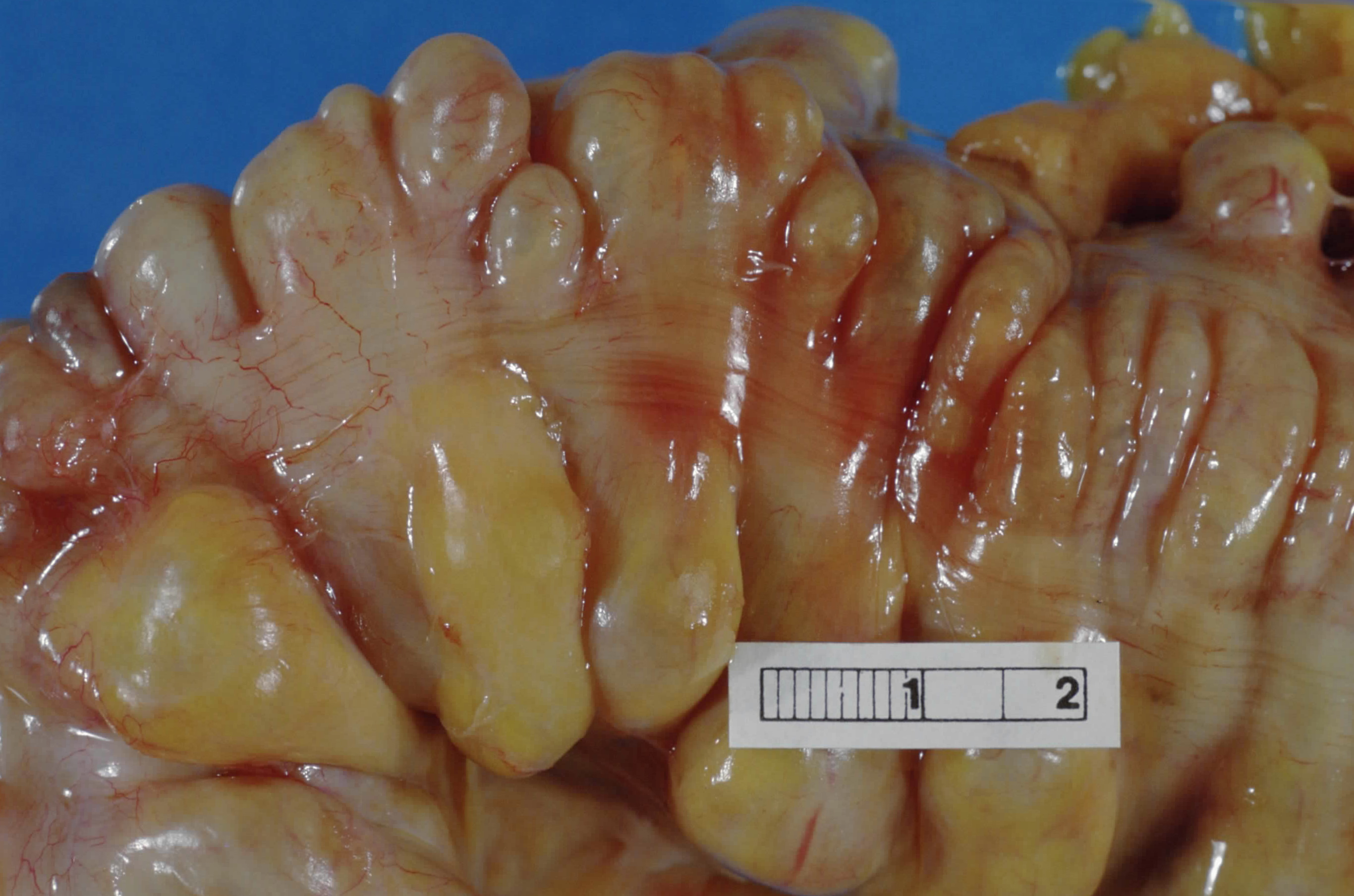
Tjocktarm (sigmoideum) med flera divertiklar som ses på endera sida om taenie coli.

Taenia coli är en uppdelning av den yttre glatta muskulaturen (stratum longitunale) i kolon i tre separata band (mesocoli, fria och omental coli). Banden kan tydligt ses under serosan. 
När taenia coli kontraherar kommer de ge upphov till haustra, och ge upphov till en utbuktning i kolon. 